# Ricardo Rossel
Ricardo Rossel Sirot, (Lima, 12 de mayo de 1841 - Lima, 6 de diciembre de 1909) fue un poeta, escritor, empresario y político peruano, fundador del Club Literario de Lima.

## Biografía
Fue hijo de Eugenio Rossel, natural de Nimes, región de Languedoc, Francia. Comerciante, llegó al Perú en 1826, estableciendo la primera casa de comercio francesa de importaciones en Lima[cita requerida]. Su madre fue Carmen Sirot, Limeña. Tuvo tres hermanos, Manuel Eugenio, Rosalía e Ysidro. Hizo sus estudios en el Seminario de Santo Toribio. Con solo 18 años tuvo que hacerse cargo de la casa comercial de su padre, quien falleció en 1859. También se dedicó a las faenas agrícolas hasta el año de 1874, año en que se estableció como jefe de la casa comercial que llevó su nombre en el Callao. Luego sus inquietudes lo llevaron a explorar el campo de la minería convirtiéndose en socio y gerente de una empresa minera[cita requerida]. 
Contrajo matrimonio con Matilde Dulanto Valcárcel, hija de Manuel Cipriano Dulanto y de María de los Santos Valcárcel. Tuvieron cinco hijos: Ricardo Marcos, Carlos Amador, Eugenio, José Alberto y María. 
Desempeñó cargos municipales en los Consejos del Callao, y formó parte de diversas juntas y comisiones oficiales para asuntos mercantiles y económicos, y fue nombrado también Presidente del Tribunal de Comercio del mismo puerto. Rossel fue elegido diputado por Lima durante el gobierno de Remigio Morales Bermúdez. Luego en 1895 el presidente Nicolás de Pierola le confió la organización y dirección de la oficina encargada de administrar el impuesto sobre la sal. 
Rossel fue amigo de Clorinda Matto de Turner y uno que la defendió públicamente al enterarse de la violencia y los ataques en contra de la escritora y su familia en el Cusco. Como diputado protestó y exigió el cumplimiento de la ley para castigar a los culpables de dichos actos. Fue fundador y miembro entusiasta del Club Literario de Lima, siendo elegido Presidente de la Sección de Literatura de 1875 a 1881, luego nombrado nuevamente en 1885 con el mismo cargo hasta 1886, año en que el Club Literario se convirtió en el Ateneo de Lima, siendo su Presidente y Vicepresidente en diferentes ocasiones, y miembro correspondiente de la Real Academia Española desde 1886[cita requerida].
Hizo un estudio de las obras de don Manuel Bretón de los Herreros. En 1877 ganó una medalla de oro, con su leyenda "Catalina Túpac Roca", ocupando el primer lugar en el Certamen Internacional Literario realizado en Chile. Por este motivo el gobierno del Perú le otorgó una segunda medalla de oro y otra el Club Literario[cita requerida]. Entre sus obras en prosa que merecen especial mención, por su fondo y su forma, están sus leyendas "La Huérfana de Ate", y "La Roca de la Viuda" así como "El Salto del Fraile" que dedicó a Ricardo Palma y el académico discurso que inauguró los trabajos de La Sección de Literatura y Bellas Artes del Ateneo de Lima en enero de 1886. 
Su dominio del francés, el cual aprendió con su padre, lo llevó a realizar traducciones literarias al castellano de poemas franceses  como los de Alphonse de Lamartine, Alfredo de Musset, y Víctor Hugo, y que fueron publicadas en diferentes medios de comunicación.
Fue testigo de la guerra con Chile. Organizó una colecta pública en El Callao para la construcción de un blindado, aportando una buena cantidad de dinero, y siendo miembro del Batallón de Reserva del Ejército, le tocó defender el Reducto # 2 de Miraflores durante la batalla de ese lugar. Más grave fue su tristeza e indignación al saber de la incautación de los libros que él tanto apreció, cuando las tropas chilenas ocuparon y saquearon la Biblioteca de Lima. Según el reporte de Ricardo Palma, de un total de 35 a 50 000 volúmenes, solo quedaron un poco más de 700 libros. Sobreponiéndose al dolor, y no quedando otra alternativa, había que volver a restablecer la biblioteca, y junto con Ricardo Palma y otros amigos de la época, se dedicó a recolectar libros de todas partes, la tarea más triste y a la vez la más digna que un amante a la lectura, escritura, y literatura pudiera imaginarse alguna vez tener.
Uno de los más grandiosos acontecimientos en la historia de la literatura castellana tuvo lugar en 1892, al cumplirse el cuarto centenario de la llegada de los españoles a América: El Congreso Literario Hispano Americano que reunió por primera vez en Madrid a los más grandes literatos de nuestra América y de España. Ricardo Palma y Ricardo Rossel formaron parte de este trascendental evento representando al Perú junto con otros personajes de la época. 

## Obras
- El Salto del Fraile (1890)
- Catalina Tupac Roca (1877) Obra ganadora del Concurso Literario en Chile
- La Roca de la Viuda (1875)
- Manuel Bretón de los Herreros (1874)
- Entre dos años 1873-1874 (1874)
- ¿Te Acuerdas?
- Los Dos Rosales (1885)
- La Huérfana de Ate
- Meditación en el Cementerio
- La Lechera
- La Oración del Poeta
- Los Heroes de la Patria (discurso)
- Hojas Caídas
- Flores y Lágrimas
- Al Perú
- Espejismo
- Soneto
- ¡Viva el Pueblo Soberano!
- En El álbum de la Srta. A.de V.
- Arpegios (A Esmeralda Cervantes)
- Martín El Carpintero
- El Huerto de mi Casa